# 德尔尼切
德尔尼切（義大利語：Dernice），是意大利亚历山德里亚省的一个市镇。总面积18.3平方公里，人口237人，人口密度13.0人/平方公里（2009年）。ISTAT代码为006066。